# Центральний регіон (Мальта)
Центральний регіон (мальт. Reġjun Ċentrali) — один з п'яти регіонів Мальти. Знаходиться в центральній частині острова Мальта. Регіон був створений законом № XVI від 2009 року, що розділив північно-західний регіон Мальти на центральний та північний. Межує з північним, південно-східним та південним регіонами Мальти.